# Suleqatigiissitsisut
Die Suleqatigiissitsisut (grönländisch für „Die zusammenarbeiten Lassenden“, dänisch Samarbejdspartiet „Zusammenarbeitspartei“) ist eine politische Partei in Grönland.

## Geschichte
Die Suleqatigiissitsisut wurde von Michael Rosing und Tillie Martinussen gegründet, die zuvor beide Mitglied der Demokraatit waren. Die Partei kandidierte erstmals bei der Parlamentswahl 2018 und konnte einen Parlamentssitz erlangen.
Im Oktober 2020 kam es zu einem Machtkampf in der Partei. Einige Mitglieder der Partei beschuldigten Tillie Martinussen, die Parteikasse für private Zwecke genutzt zu haben. Michael Rosing, der seit Frühjahr 2019 seine Funktion als Parteivorsitzender nicht mehr ausgeübt hatte, verlangte daraufhin, den Parteivorsitz wieder einzunehmen. Tillie Martinussen und der Parteivorstand lehnten dies ab, weil Michael Rosing ihrer Meinung nach nach anderthalb Jahren Urlaub sein Anrecht auf den Parteivorsitz verwirkt hat. Die Regionalabteilung Sermersooq drückte ihr Misstrauen gegenüber dem Parteipräsidium aus. Der Versuch von Michael Rosing, die Aufnahme eines Kredits durch den Parteivorstand verbieten zu lassen, wurde vom Gericht abgewiesen. Im November 2020 zeigten fünf Parteimitglieder den Parteivorstand bei der Polizei an. Im Monat darauf leitete das Parteipräsidium unter Tillie Martinussen Parteiausschlussverfahren gegen diese fünf Mitglieder ein, darunter Michael Rosing. Zudem hatte die Partei zuvor mehrere Parteibeitrittsanfragen abgelehnt. Am 20. Dezember 2020 wurde Tillie Martinussen auf dem ersten Parteitag seit der Gründung einstimmig zur Vorsitzenden gewählt.
Bei der Wahl 2021 erhielt die Partei nur noch ein Drittel der Stimmen von 2018 und schied aus dem Inatsisartut aus. Tillie Martinussen strebte eine Kandidatur bei der Folketingswahl 2022 an, durfte aber nicht für ihre Partei antreten, da hierfür eine Vertretung im Inatsisartut vonnöten ist. Sie trat daraufhin als Einzelkandidatin an und erhielt 0,9 % der Stimmen, was eine deutliche Verschlechterung im Vergleich zum Parteiergebnis von 2019 darstellte.

## Politische Ausrichtung
Die Partei setzt sich für eine stärkere Zusammenarbeit innerhalb des Rigsfællesskabet ein und gegen die Unabhängigkeit von Dänemark. Außerdem möchte die Partei die sozialen Probleme lösen, die Bildung verbessern und neue Wirtschaftszweige unter ökologischen Bedingungen schaffen.

## Parteivorsitzende
- 2018–2020: Michael Rosing (seit 2019 im Urlaub)
- seit 2019: Tillie Martinussen (bis 2020 geschäftsführend)

## Wahlergebnisse

### Parlamentswahlen
| Wahl | Stimmen | Stimmenanteil | Sitze  | Platz | Folge           |
| ---- | ------- | ------------- | ------ | ----- | --------------- |
| 2018 | 1.193   | 4,3 %         | 1 / 31 | 6     | Opposition      |
| 2021 | 0375    | 1,4 %         | 0 / 31 | 7     | nicht vertreten |

### Folketingswahlen
| Wahl | Stimmen | Stimmenanteil | Sitze | Platz | Abgeordneter    |
| ---- | ------- | ------------- | ----- | ----- | --------------- |
| 2019 | 520     | 2,5 %         | 0 / 2 | 7     | nicht vertreten |